# Paolo Andreucci
Paolo Andreucci (Castelnuovo di Garfagnana, Itàlia; 21 d'abril de 1965) és el pilot de ral·lis italià amb el palmarès nacional més laurejat. Ha estat guanyador en onze ocasions del Campionat d'Itàlia de Ral·lis als anys 2001, 2003, 2006, 2009, 2010, 2011, 2012, 2014, 2015, 2017 i 2018, als que cal afegir el Campionat d'Itàlia de Ral·lis de Terra de 2021.

## Trajectòria
Andreucci debuta en competicions de ral·li l'any 1987 amb un Renault 5 Turbo i al 1989 participa per primera vegada en una prova del Campionat Mundial de Ral·lis al disputar el Ral·li de Portugal i el Ral·li Acròpolis amb un Lancia Delta Integrale.
L'any 1999 finalitza en tercera posició del Campionat d'Europa de Ral·lis amb un Subaru Impreza WRC i l'any 2001 guanya per primera vegada el Campionat d'Itàlia de Ral·lis amb un Ford Focus WRC.
En 2002 s'incorpora a Fiat, on estarà durant cinc anys aconseguint guanyar dos títols italians més: l'any 2003 amb el Fiat Punto S16000 i l'any 2006 amb el Fiat Grande Punto S2000.
Després d'un pas per Mitsubishi, l'any 2009 guanya el seu quart campionat italià amb un Peugeot 207 S2000, revalidant el títol al 2010, 2011 i 2012. L'any 2014, 2015, 2017 i 2018 el guanya Peugeot 208 T16.
L'any 2019 passa a disputar el Campionat d'Itàlia de Ral·lis de Terra, guanyant-lo al 2021 amb un Škoda Fabia Rally2 evo.